# Francis Mas
Pour les articles homonymes, voir Mas.
Pas d'image ? Cliquez ici

a Compétitions nationales et continentales officielles uniquement.

b Matchs officiels uniquement.
Francis Mas, est né le 8 novembre 1938 à Cazouls-lès-Béziers, et mort le 11 décembre 2006 à Rivesaltes. C’était un joueur français de rugby à XV et de rugby à XIII, qui a joué avec l'équipe de France et AS Béziers au poste de pilier (1,75 m pour 103 kg).

## Biographie
Francis Mas est formé au club de rugby à XV de l'AS Béziers. Il y fréquente par ailleurs l'équipe de France juniors en 1957. En juillet 1963, après six années au sein de la première ligne de Béziers qui l'amène à disputer en tant que titulaire le Tournoi des Cinq Nations 1963 avec l'équipe de France, il décide de changer de code de rugby et de rejoindre le rugby à XIII en signant pour le club de Perpignan, le XIII Catalan. Pour ce faire, il liquide son entreprise de sable qu'il dirigeait sur Béziers pour tenir un bureau de tabac près de Perpignan. Il débarque au club catalan en même temps que Claude Mantoulan (qui venait lui de Saint-Gaudens) démontrant l'ambition du club de remporter des trophées. Il fait ses débuts contre Bordeaux-Facture sous les yeux de François Nouel, journaliste au Sud-Ouest et ancien international français de rugby à XIII.
Après cinq années d'absence en équipe de France, il est rappelé par cette dernière dirigée par le quatuor Puig-Aubert, Marcel Bescos, Jacques Merquey et Antoine Jimenez en février 1969 contre le pays de Galles. Il n'est pas le seul représentant du XIII Catalan car il y accompagne Jean Capdouze et Claude Mantoulan.
Il décède le 11 décembre 2006 lors d'une promenade à vélo sur les routes de Rivesaltes, victime d'une crise cardiaque.

## Palmarès

### Rugby à XV
- Collectif : 
  - Champion d'Europe des clubs (F.I.R.A) : 1962 (Béziers)[6]
  - Vainqueur du Championnat de France : 1961 (Béziers).
  - Finaliste du Championnat de France : 1960 et 1962 (Béziers).
  - Finaliste du Challenge Yves du Manoir : 1960 et 1961 (Béziers).

#### Détails en sélection de rugby à XV
| 1. | 11 novembre 1962 | Roumanie       | 0-3  | Test-match   | Pilier droit  | - | - | - | - |
| 2. | 12 janvier 1963  | Écosse         | 6-11 | Cinq Nations | Pilier gauche | - | - | - | - |
| 3. | 26 janvier 1963  | Irlande        | 24-5 | Cinq Nations | Pilier droit  | - | - | - | - |
| 4. | 23 février 1963  | Angleterre     | 5-6  | Cinq Nations | Pilier gauche | - | - | - | - |
| 5. | 23 mars 1963     | Pays de Galles | 5-3  | Cinq Nations | Pilier gauche | - | - | - | - |

#### Tournoi
| Édition           | Rang | Résultats France | Résultats F. Mas | Matchs F. Mas |
| ----------------- | ---- | ---------------- | ---------------- | ------------- |
| Cinq nations 1963 | 2    | 2 v, 0 n, 2 d    | 2 v, 0 n, 2 d    | 4/4           |

Légende : v = victoire ; n = match nul ; d = défaite ; la ligne est en gras quand il y a grand chelem.

#### En club
| Saison    | Saison  | Championnat           | Championnat | Championnat | Championnat | Championnat | Championnat | Championnat |
| Saison    | Saison  | Compétition           | M           | Pts         | Ess.        | Pén.        | Tr.         | Dp.         |
| --------- | ------- | --------------------- | ----------- | ----------- | ----------- | ----------- | ----------- | ----------- |
| 1957-1958 | Béziers | Championnat de France | ?           | -           | -           | -           | -           | -           |
| 1958-1959 | Béziers | Championnat de France | ?           | -           | -           | -           | -           | -           |
| 1959-1960 | Béziers | Championnat de France | ?           | -           | -           | -           | -           | -           |
| 1960-1961 | Béziers | Championnat de France | ?           | -           | -           | -           | -           | -           |
| 1961-1962 | Béziers | Championnat de France | ?           | -           | -           | -           | -           | -           |
| 1962-1963 | Béziers | Championnat de France | ?           | -           | -           | -           | -           | -           |
| 1963-1964 | Béziers | Championnat de France | ?           | -           | -           | -           | -           | -           |
| 1964-1965 | Béziers | Championnat de France | ?           | -           | -           | -           | -           | -           |

#### En tant qu'entraîneur
- Collectif:
  - Vainqueur du Championnat de France : 1984 (Béziers).
  - Vainqueur de la Coupe de France : 1986 (Béziers).

### Rugby à XIII

#### En tant que joueur
- Collectif : 
  - Vainqueur du Championnat de France : 1969 (XIII Catalan).

#### Détails en sélection de rugby à XIII
| 1. | 4 juillet 1964  | Australie        | 2-27  | Test-match | Pilier     | - | - | - | - |
| 2. | 18 juillet 1964 | Australie        | 9-35  | Test-match | Pilier     | - | - | - | - |
| 3. | 25 juillet 1964 | Nouvelle-Zélande | 16-24 | Test-match | Remplaçant | - | - | - | - |
| 4. | 1er août 1964   | Nouvelle-Zélande | 8-18  | Test-match | Remplaçant | - | - | - | - |
| 5. | 15 août 1964    | Nouvelle-Zélande | 2-10  | Test-match | Pilier     | - | - | - | - |
| 6. | 9 mars 1969     | Pays de Galles   | 17-13 | Test-match | Pilier     | - | - | - | - |

#### En club
| Saison    | Saison       | Championnat           | Championnat | Championnat | Championnat | Championnat | Championnat | Championnat |
| Saison    | Saison       | Compétition           | M           | Pts         | Ess.        | Buts        | Dp.         |             |
| --------- | ------------ | --------------------- | ----------- | ----------- | ----------- | ----------- | ----------- | ----------- |
| 1963-1964 | XIII Catalan | Championnat de France | ?           | -           | -           | -           | -           |             |
| 1964-1965 | XIII Catalan | Championnat de France | ?           | -           | -           | -           | -           |             |
| 1965-1966 | XIII Catalan | Championnat de France | ?           | -           | -           | -           | -           |             |
| 1966-1967 | XIII Catalan | Championnat de France | ?           | -           | -           | -           | -           |             |
| 1967-1968 | XIII Catalan | Championnat de France | ?           | -           | -           | -           | -           |             |
| 1968-1969 | XIII Catalan | Championnat de France | ?           | -           | -           | -           | -           |             |
| 1969-1970 | XIII Catalan | Championnat de France | ?           | -           | -           | -           | -           |             |

#### En tant qu'entraîneur
- Collectif : 
  - Vainqueur du Championnat de France : 1979 (XIII Catalan).
  - Vainqueur de la Coupe de France : 1976, 1978 et 1980 (XIII Catalan).
  - Finaliste du Championnat de France : 1978 et 1988 (XIII Catalan).
  - Finaliste de la Coupe de France : 1977 (XIII Catalan).

## Style de jeu
Francis Mas a la particularité d'être devenu une référence au poste de pilier que cela soit au rugby à XV et au rugby à XIII en côtoyant dans les deux cas l'équipe de France. Ses caractéristiques physiques avec ses 1,73 m et ses 95 kilos en font un défenseur robuste, notamment efficace dans la zone chaude de la tenue.